# Alfred Metzner

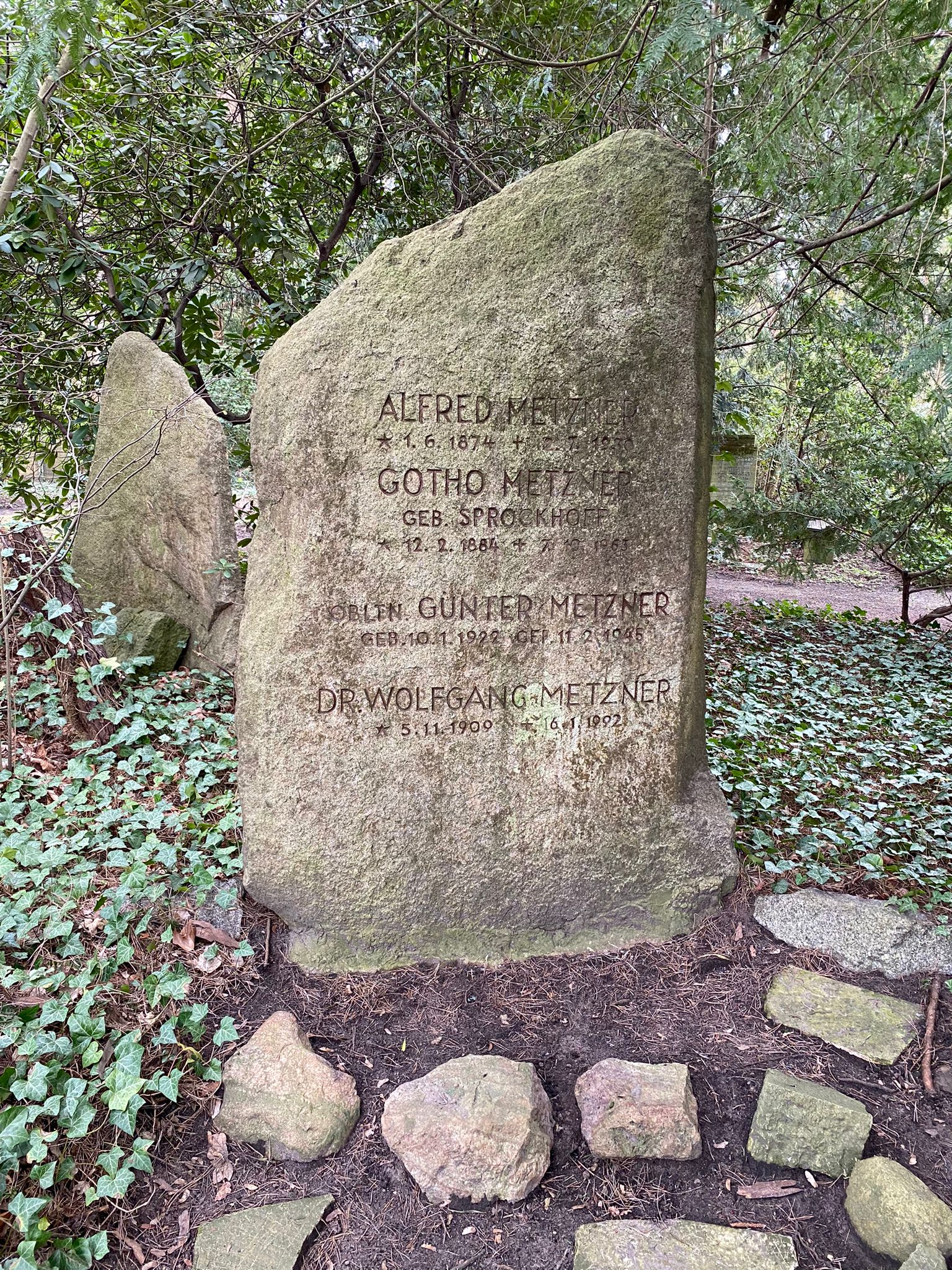
Grabstätte auf dem Parkfriedhof Lichterfelde

Alfred Metzner (* 1. Juni 1874 in Berlin, Deutsches Reich; † 12. Juli 1930 ebenda) war ein deutscher Verleger in Berlin.

## Leben
Der Vater war Schneidermeister. Alfred Metzner absolvierte nach dem Schulbesuch eine Buchhändlerlehre bei Karl Siegismund. Anschließend arbeitete er in Leipzig, Bonn und Berlin. Alfred Metzner war Mitbegründer der Allgemeinen Vereinigung deutscher Buchhandlungsgehilfen als kurzlebiger Interessenvertretung der niedrigen Buchhandlungsangestellten.
Seit 1904 war Metzner im Verlag Dr. Eysler & Co. in Berlin tätig. 1909 gründete er den Alfred Metzner Verlag, von dem nur wenige Publikationen bekannt sind. Um 1919 gründete er dazu den Verlag Es werde Licht, in dem er vor allem Unterhaltungsliteratur herausgab. In dieser Zeit war er weiter Prokurist bei Dr. Eysler & Co. 1923 wurde er dort Vorstandsmitglied. 1924 gründete Metzner den Verlag des Reichsbundes deutscher Standesbeamter. In diesem Jahr war er dazu Direktor der Verlage Dr. Eysler & Co., F. Fontane & Co., Es werde Licht und Roland. 1925 schied er aus diesen Ämtern aus und widmete sich nur noch dem Verlag des Reichsbundes deutscher Standesbeamter und dem Alfred Metzner Verlag.
1930 starb Alfred Metzner an einem Schlaganfall. Seine Verlage wurden vom Sohn Wolfgang Metzner übernommen.